# Чарли Лейн
Чарли Лейн (на английски: Charlie Laine) е американска порнографска актриса, родена на 31 януари 1984 г. в град Марион, щата Уисконсин, САЩ.

## Кариера
Дебютира като актриса в порнографската индустрия през ноември 2002 г., когато е на 18-годишна възраст. Снима основно соло сцени или само с жени.
Избрана за Пентхаус любимец за месец февруари 2006 г. и има редица номинации за награди на AVN.
През март 2010 г. участва заедно с други порноактьори в порицаваща интернет пиратството социална реклама на Коалицията за свободно слово.

## Награди и номинации
- 2006: Номинация за AVN награда – най-добра соло секс сцена – „Сини мечти“.[6]
- 2007: Номинация за AVN награда – най-добра секс сцена само с момичета – „Валентина“.[7]
- 2007: Номинация за AVN награда – най-добра секс сцена само с момичета – „Валентина“.[7]
- 2007: Номинация за AEBN VOD награда за изпълнителка на годината.[8]
- 2009: Номинация за AVN награда – най-добра секс сцена с тройка само с момичета – „Шоуто големите дупета на Джак 7“.[9]